# Les Chroniques de l'Asie sauvage
 (signalé en juillet 2025).
Si vous disposez d'ouvrages ou d'articles de référence ou si vous connaissez des sites web de qualité traitant du thème abordé ici, merci de compléter l'article en donnant les références utiles à sa vérifiabilité et en les liant à la section « Notes et références ».
- Archive Wikiwix
- Bing
- Cairn
- DuckDuckGo
- E. Universalis
- Gallica
- Google
- G. Books
- G. News
- G. Scholar
- Persée
- Qwant
- (zh) Baidu
- (ru) Yandex
- (wd) trouver des œuvres sur Wikidata

Les Chroniques de l'Asie sauvage (ou Les Chroniques de la jungle perdue) est une série documentaire en 6 épisodes de 52 minutes, créée par Frédéric Lepage et produite par XL Productions.
L'histoire La tigresse Pra Djann vient de mettre ses petits au monde. Tcha est le plus faible et, un peu délaissé, il va devoir se battre s'il veut vivre. Les cigognes, de leur côté, guettent les cobras qui viennent de naître tandis que Wan, l'éléphante, mène son troupeau jusqu'à la rivière.
Dix jours ont passé et Dara, une éléphante s'éloigne de son troupeau. Elle s'agite, balance, semble ne pas savoir quoi faire et finit par appuyer son corps un arbre. Dans la nuit, elle donne naissance à Chang. Sikao et Wao, le couple de cigognes, n'en sont encore qu'aux préparatifs. Parmi les milliers de leurs congénères qui s'activent autant qu'eux, ils fabriquent un nid. Quand il sera fini, ils passeront leurs journées à le raccommoder et à nourrir leurs petits avec des poissons.
C'est la saison des amours. La baignade de Panraya, l'ourse à collier, attire un mâle. Chang, l'éléphanteau, apprend et découvre la vie dans le clan de Wan tandis que Tcha, le jeune tigre qui a traversé les premiers obstacles que dressait devant lui sa faiblesse, se montre aventurier.
Alors que la saison des pluies arrive, les macaques se désaltèrent en cherchant de l'eau dans les creux des rochers. Les gibbons, eux, logent à trente mètres du sol, attentifs au moindre cri d'alerte qui annoncerait un danger. C'est dans ces arbres que Balek, un ours, déloge un semblable de la branche sur laquelle il s'était installé. C'est lui désormais qui profitera de la place et de l'écorce.
Chang, d'abord craintif, finit par découvrir le bain et par s'y amuser. Pang et Sua, deux jeunes tigres indochinois, jouent dans la jungle. Taloum, le gibbon, entre dans la partie. Pendu aux branches et passant d'une à l'autre, il s'amuse à tirer les oreilles et la queue des deux félins qui ne savent plus où donner de la tête.
Près d'un étang, un petit ours malais explore la jungle et rencontre sur son chemin un buffle de l'Inde. Pang et Sua ont maintenant un an. L'heure va venir où il faudra qu'ils se séparent. Peut-être partagent-ils sans le savoir leur dernier jeu avant de se quitter définitivement. Ailleurs, dans la jungle perdue, Micamac, le petit calao, trépigne. Comme le veut son espèce, sa mère lui a donné le jour dans un tronc d'arbre qu'elle a ensuite quasiment rebouché pour le protéger des prédateurs. Nourri depuis sa naissance par la fente que sa mère a laissée, il observe le monde qu'il va bientôt devoir affronter, quand il pourra briser la paroi de son nid et prendre son envol.

## Les animaux suivis
- Pra Djann la tigresse et ses enfants deux bébés tigres ses fils Koumpa et Tcha
- Wan l'éléphante gardienne du troupeau
- Dara l'éléphante
- Sikao et Wao les cigognes
- Panraya l'ours à collier
- Pang et Sua, deux jeunes tigres indochinois, âgés de quelques mois
- Taloum le gibbon
- Micamac le petit calao

## Épisodes
1. L'archipel vert
2. La naissance de Chang
3. Les premières eaux
4. Samsara
5. Les prisonniers
6. L'envol

### Fiche technique
- Auteur : Frédéric Lepage
- Réalisateur : Laurent Frapat
- Compositeur : Carolin Petit
- Narrateur : Pierre Arditi
- Directeur de la photographie : Éric Genillier
- Société de production : XL Productions
- Durée : 6 x 52 minutes ; 85 minutes (version long métrage)
- Année de production : 2001
- Première diffusion : 15 avril 2001 sur France 3